# سیارک ۶۷۸۶
سیارک ۶۷۸۶ (به انگلیسی: 6786 Doudantsutsuji، نامگذاری:1991DT) شش هزار و هفتصد و هشتاد و ششمین سیارک کشف شده‌است که در ۲۱ فوریه ۱۹۹۱ کشف شد.
قدر مطلق سیارک برابر ۱۲٫۴۰ است.